# Ludolph Christian Treviranus
Ludolph Christian Treviranus, född 18 september 1779 i Bremen, död 6 maj 1864 i Bonn, var en tysk läkare och botaniker; bror till Gottfried Reinhold Treviranus.
Treviranus blev medicine doktor i Jena 1801, var praktiserande läkare i Bremen, blev professor i naturalhistoria i Rostock (1811) samt i botanik i Breslau (1816) och i Bonn (1830). Han utgav företrädesvis anatomiska och fysiologiska skrifter, varibland märks Physiologie der Gewächse (två delar, 1835-38).
Auktorsnamnet Trevir. kan användas för Ludolph Christian Treviranus i samband med ett vetenskapligt namn inom botaniken; se Wikipediaartiklar som länkar till auktorsnamnet.